# البطولة الاحترافية المغربية
البطولة الوطنية الاحترافية المغربية أو البطولة الاحترافية إنوي لأسباب الرعاية، هو دوري القسم الأول لبطولة كرة القدم بين الأندية المغربية. كان يسمى بالرابطة المغربية لكرة القدم وقد تم تأسيسها رسميًا سنة 1915 من قبل الاتحاد المغربي لألعاب القوى، وتم تعويضها بالمجموعة الوطنية الاحترافية لكرة القدم سنة 1956 في المغرب. تعد الدرجة الأولى من البطولة الوطنية أعلى منافسة رياضية في المغرب. يتكون الدوري من 16 ناد يلعب كل فريق مع الآخر مرتين ذهابًا وإيابًا حيث يهبط محتلا المركز الخامس عشر والسادس عشر إلى دوري الدرجة الثانية ويصعد حائزا المركز الأول والثاني في دوري الدرجة الثانية. وكان موسم 2012 أول موسم احترافي في تاريخ المسابقة. يُعتبر الوداد الرياضي النادي الأكثر تتويجًا بالبطولة برصيد 22 لقب.
تستمر المواسم من أغسطس إلى مايو، حيث يلعب كل فريق 30 مباراة (يلعب كل فريق في الدوري مرتين، ذهابًا وإيابًا) بإجمالي 240 مباراة في الموسم. تُلعب معظم المباريات في فترة ما بعد الظهر يومي السبت والأحد، بينما تُلعب المباريات الأخرى خلال أمسيات أيام الأسبوع. تتم رعايته بواسطة إنوي ومن ثم تُعرف باسم البطولة الاحترافية إنوي. ومن عام 2015 إلى عام 2019، أُطلق على الدوري اسم «بطولة اتصالات المغرب» لأسباب تتعلق بالرعاية.
تشكلت المنافسة تحت اسم FRMF في 20 فبراير 1992 بعد قرار الأندية في البطولة الاحترافية الانفصال عن اتحاد عصب شمال إفريقيا، الذي تأسس عام 1919، والاستفادة من صفقة حقوق البث التلفزيوني المربحة. تبلغ قيمة هذه الصفقة 55 مليون درهم سنويًا محليًا اعتبارًا من 2015-2016، مع حصول قناة الرياضية على الحقوق المحلية لبث المباريات على التوالي. يدر الدوري 123 مليون درهم سنويًا من حقوق البث التلفزيوني المحلية والدولية.
أنتج الدوري المغربي ثاني أكبر عدد من ألقاب دوري أبطال إفريقيا في إفريقيا، حيث فازت ثلاث أندية مغربية بسبعة ألقاب إفريقية في المجموع. كما أنتج أكبر عدد من ألقاب كأس الكونفيدرالية الإفريقية، حيث فازت خمسة أندية مغربية بثمان ألقاب كونفيدرالية.
البطل الحالي هو نادي النهضة البركانية الذي فاز باللقب في موسم 2024–25.

## التاريخ

### 1955-1916 بداية الرابطة المغربية
انطلقت بطولة المغرب لكرة القدم في سنة 1916 تحت اسم عصبة المغرب لكرة القدم، توِّج النادي الرياضي المغربي بالنسخة الأولى لموسم 1915-1916 وقد كانت تحت إشراف بطولة الرابطة المغربية لكرة القدم الوصية على قطاع كرة القدم في المغرب.

### 1960-1956 بداية البطولة الوطنية
انطلقت البطولة الوطنية لكرة القدم في سنة 1956 تحت إشراف الجامعة الملكية المغربية لكرة القدم معوضتًا بطولة الرابطة المغربية لكرة القدم، توِّج نادي الوداد الرياضي بالنسخة الأولى لموسم 1956-1957 وهو اللقب السادس له منذ بداية الدوري. وفي الموسم الذي يليه توج نادي الكوكب المراكشي ثم المواسم اللاحقة توِّج كل من نجم الشباب والنادي القنيطري ونادي الجيش الملكي.

### 1970-1961 هيمنة الجيش الملكي
هيمن نادي الجيش الملكي على البطولة لأربع مواسم متتالية رغم المنافسة من قبل فرق قوية وهي المغرب الفاسي والكوكب المراكشي حيث تمكن النادي العسكري من دخول التاريخ كأول نادي حقق أربع ألقاب متتالية سنوات 1961 - 1962 - 1963 - 1964. وبعدها في موسم 1964 - 1965 حصل نادي المغرب الفاسي على البطولة ثم فاز الوداد البيضاوي بلقب الدوري في الموسم 1965 - 1966 الذي هو بداية المنافسة بين الرجاء والوداد في البطولة، حيت تم إعادة الديربي بسبب دخول الجمهور للملعب بعد أن انتهت المقابلة بفوز الرجاء 2-1؛ لكنه لما تم إعادتها انتهت بالتعادل 0-0 وبالتالي فاز الوداد بالبطولة بفارق نقطة واحدة على الرجاء. بعدها في الموسمين اللاحقين عاد الجيش الملكي مرة أخرى لكن هذه المرة بثنائية موسمي 1966 -1967 و1967 - 1968. لكن الوداد هو الآخر نافس بقوة فحصل على البطولة موسم 1969-1968 لكن النادي العسكري أصر على مواصلة الهيمنة على الألقاب وهو ما تأتى له في موسم 1969 - 1970.

### 1980-1971 فترة مفتوحة وثلاثية الوداد الرياضي
استطاعت فرق جديدة التتويج بلقب البطولة في هذه الفترة ومنها نهضة سطات والنادي القنيطري والراسينغ الرياضي ورجاء بني ملال ومولودية وجدة وشباب المحمدية وتمكن نادي الوداد الرياضي من الحصول على الدوري ثلاثة مواسم متتالية 1975-1976، 1976-1977، 1977-1978، وكذلك توج المغرب الفاسي بالدوري موسم 1978-1979، وشباب للمحمدية موسم 1979-1980.

### 1995-1981 استمرار المنافسة بين أقوى الأندية الوطنية
تمكن فريق المغرب الفاسي من إضافة لقبين آخرين إلى خزينته في هذه المرحلة. وتمكن النادي القنيطري الظفر بلقبين متتالين بينما فريقي النادي المكناسي والأولمبيك البيضاوي توجا بأول لقب لهما وكانت المنافسة قوية بين الوداد البيضاوي والجيش الملكي حيث حصد النادي العسكري ثلاثة ألقاب ليصبح مجموع ألقابه 10 ليعلق نجمته الأولى ثم بعد ذلك تمكن الوداد من حصد أربعة ألقاب ليصبح مجموع ألقابه 15. بينما اكتفى نادي الكوكب المراكشي بلقبه الثاني فقط في حين ظهر منافس جديد آخر وهو الرجاء البيضاوي الذي توج بأول لقب له موسم 1988-1987.

### 2011-2002 استمرار الإثارة بين أقطاب الكرة المغربية
تمكن نادي حسنية أكادير من إحراز لقب البطولة مرتين متتاليتين رغم المنافسة من قبل قطبي العاصمة الاقتصادية. بعد ذلك أصبحت البطولة أكثر إثارة بين قطبي الدار البيضاء الرجاء والوداد وفريق الجيش الملكي إذ لم تعد تحسم البطولة حتى آخر جولتين أو الجولة الأخيرة. حصد كل من الجيش الملكي والوداد البيضاوي لقبين بينما تمكن أولمبيك خريبكة من التتوج بأول لقب في تاريخه. في حين واصلت الرجاء السباق لمحاولة اللحاق بالوداد والجيش إذ حصل على ثلاث ألقاب ليصبح مجموع ألقابه عشر ليكون بذلك ثالث فريق يعلق نجمة عشرة ألقاب.

### 2012- انطلاق البطولة الاحترافية
في ظل قوة الدوري كان لزامًا على الجامعة المغربية الانتقال بالكرة المغربية من الهواية إلى الاحتراف فكان أول موسم احترافي هو 2011-2012 الذي توِّج به نادي المغرب التطواني ولأول مرة في تاريخه وفي الموسمين اللاحقين واللذان كانا يؤهلان لكأس العالم للأندية كانت المنافسة على أشدها بين الرجاء والجيش والمغرب التطواني، إذ استطاع الرجاء البيضاوي الحصول على اللقب موسم 2012-2013 ثم تبعه المغرب التطواني موسم 2013-2014. وفي موسم 2014-2015 فقد عاد الوداد البيضاوي بعد 5 سنوات مجددا ليتوج باللقب 18 في تاريخه. كما فاز الفتح الرباطي بلقب الموسم 2016-2015 وذلك لأول مرة في تاريخه، فيما توج الوداد البيضاوي بلقب دوري 2016–2017 للمرة 19 في تاريخه.

### 2024- الدوري بدون هزيمة في عهد البطولة الاحترافية
توج نادي الرجاء الرياضي بلقب البطولة المغربية دون هزيمة، وحقق الرجاء الرياضي هذا اللقب بـ(72 نقطة)، حيث لعب 30 مباراة ، فاز في (21 مباراة وتعادل في 9)، في منافسات الموسم الكروي 2023–2024.

### 2025- الدوري في 25 جولة فقط في عهد البطولة الاحترافية
توج نادي نهضة بركان بلقب البطولة المغربية لأول مرة في 25 جولة فقط، وحقق نهضة بركان هذا اللقب بـ(60 نقطة)، حيث لعب 25 مباراة ، فاز في (18 مباراة وتعادل في 6 وخسر في مباراة وحيدة)، في منافسات الموسم الكروي 2024–2025.

## سجل الأبطال
| النادي             | عدد الألقاب | سنوات التتويج |
| الوداد الرياضي     | 22          | 1947–48 - 1948–49 - 1949–50 - 1950–51 - 1954–55 - 1956–57 - 1965–66 - 1968–69 - 1975–76 - 1976–77 - 1977–78 - 1985–86 - 1989–90 - 1990–91 - 1992–93 - 2005–06 - 2009–10 - 2014–15 - 2016–17 - 2018–19 - 2020–21 - 2021–22 |
| الجيش الملكي       | 13          | 1960–61 - 1961–62 - 1962–63 - 1963–64 - 1966–67 - 1967–68 - 1969–70 - 1983–84 - 1986–87 - 1988–89 - 2004–05 - 2007–08 - 2022–23                                                                                           |
| الرجاء الرياضي     | 13          | 1987–88 - 1995–96 - 1996–97 - 1997–98 - 1998–99 - 1999–2000 - 2000–01 - 2003–04 - 2008–09 - 2010–11 - 2012–13 - 2019–20 - 2023–24                                                                                         |
| المغرب الفاسي      | 4           | 1965 - 1979 - 1983 - 1985 |
| النادي القنيطري    | 4           | 1960 - 1973 - 1981 - 1982 |
| سطاد المغربي       | 3           | 1928 - 1931 - 1944 |
| الراسينغ الرياضي   | 3           | 1945 - 1954 - 1972 |
| المغرب التطواني    | 2           | 2012 - 2014 |
| حسنية أكادير       | 2           | 2002 - 2003 |
| الكوكب المراكشي    | 2           | 1958 - 1992 |
| نهضة بركان         | 1           | 2025 |
| إتحاد طنجة         | 1           | 2018 |
| الفتح الرباطي      | 1           | 2016 |
| أولمبيك خريبكة     | 1           | 2007 |
| النادي المكناسي    | 1           | 1995 |
| الأولمبيك البيضاوي | 1           | 1994 |
| شباب المحمدية      | 1           | 1980 |
| المولودية الوجدية  | 1           | 1975 |
| الرجاء الملالي     | 1           | 1974 |
| النهضة السطاتية    | 1           | 1971 |
| نجم الشباب         | 1           | 1959 |

### بترتيب الجهات
| الجهة                   | عدد الألقاب | فرق الجهة المُتوجة بالدوري |
| ----------------------- | ----------- | --- |
| جهة الدار البيضاء سطات  | 42          | الوداد الرياضي (22)، الرجاء البيضاوي (13)، الراسينغ الرياضي (3)، الأولمبيك البيضاوي (1)، نجم الشباب (1)، النهضة السطاتية (1)، شباب المحمدية (1) |
| جهة الرباط سلا القنيطرة | 21          | الجيش الملكي (13)، النادي القنيطري (4)، نادي سطاد المغربي (3)، الفتح الرباطي (1)                                                                |
| جهة فاس مكناس           | 5           | المغرب الفاسي (4)، النادي المكناسي (1) |
| جهة طنجة تطوان          | 3           | المغرب التطواني (2)، إتحاد طنجة (1) |
| جهة مراكش أسفي          | 2           | الكوكب المراكشي (2) |
| جهة سوس ماسة            | 2           | حسنية أكادير (2) |
| جهة بني ملال خنيفرة     | 2           | رجاء بني ملال (1)، أولمبيك خريبكة (1) |
| جهة الشرق               | 2           | المولودية الوجدية (1)، نهضة بركان (1) |

## السجل التاريخي

### بطولة الرابطة المغربية (رابطة المغرب لكرة القدم 1916–1956)
| - 1916 النادي الرياضي المغربي - 1917 نادي الاتحاد المغربي - 1918 نادي الاتحاد المغربي - 1919 نادي الاتحاد المغربي - 1920 الاتحاد الرياضي المكناسي - 1921 الأولمبيك الرياضي المغربي - 1922 الاتحاد الرياضي المكناسي - 1923 الأولمبيك الرياضي المغربي - 1924 نادي الاتحاد الفاسي - 1925 الأولمبيك الرياضي المغربي - 1926 نادي الاتحاد الفاسي - 1927 الاتحاد الرياضي البيضاوي - 1928 سطاد المغربي - 1929 الاتحاد الرياضي البيضاوي |  | - 1930 الأولمبيك الرياضي المغربي - 1931 سطاد المغربي - 1932 نادي الاتحاد المغربي - 1933 نادي الاتحاد المغربي - 1934 نادي الاتحاد المغربي - 1935 نادي الاتحاد المغربي - 1936 الأولمبيك الرياضي المغربي - 1937 الأولمبيك الرياضي المغربي - 1938 نادي الاتحاد المغربي - 1939 نادي الاتحاد المغربي - 1940 نادي الاتحاد المغربي - 1941 نادي الاتحاد المغربي - 1942 نادي الاتحاد المغربي - 1943 نادي الاتحاد المغربي |  | - 1944 سطاد المغربي - 1945 الراسينغ الرياضي - 1946 نادي الاتحاد المغربي - 1947 الاتحاد الرياضي البيضاوي - 1948 الوداد الرياضي - 1949 الوداد الرياضي - 1950 الوداد الرياضي - 1951 الوداد الرياضي - 1952 نادي الاتحاد المغربي - 1953 الاتحاد الرياضي المراكشي - 1954 الراسينغ الرياضي - 1955 الوداد الرياضي - 1956 (لم تجرى) |

### البطولة الوطنية المغربية (1956–2012)، البطولة الاحترافية (2012–الآن)
| الموسم    | البطل              | الوصيف                | الهداف                         | فريق الهداف                          | عدد أهداف |
| --------- | ------------------ | --------------------- | ------------------------------ | ------------------------------------ | --------- |
| 1957-1956 | الوداد الرياضي     | الكوكب المراكشي       | محمد خلفي                      | الراسينغ الرياضي                     | 26        |
| 1958-1957 | الكوكب المراكشي    | الوداد الرياضي        | محمد فجار                      | الدفاع الحسني الجديدي                | 22        |
| 1959-1958 | نجم الشباب         | الوداد الرياضي        | محمد خلفي                      | الوداد الرياضي                       | 21        |
| 1960-1959 | النادي القنيطري    | الجيش الملكي          | موسى حنون                      | الرجاء الرياضي                       | 22        |
| 1961-1960 | الجيش الملكي       | المغرب الفاسي         | الحرشاوي                       | نجم الشباب                           | 19        |
| 1962-1961 | الجيش الملكي       | الراسينغ البيضاوي     | مجيدو                          | شباب المحمدية                        | 13        |
| 1963-1962 | الجيش الملكي       | الكوكب المراكشي       | عبد الكبير ميزور               | الفتح الرياضي                        | 17        |
| 1964-1963 | الجيش الملكي       | سطاد المغربي          | روبيرت تراڤا                   | شباب المحمدية                        | 23        |
| 1965-1964 | المغرب الفاسي      | الراسينغ البيضاوي     | فتاح فيلالي                    | الفتح الرياضي                        | 16        |
| 1966-1965 | الوداد الرياضي     | الرجاء الرياضي        | حميدة العزوي                   | مولودية وجدة                         | 13        |
| 1967-1966 | الجيش الملكي       | نهضة سطات             | حومان جرير عبد اللطيف الشياظمي | الرجاء الرياضي الدفاع الحسني الجديدي | 18        |
| 1968-1967 | الجيش الملكي       | نهضة سطات             | عبد الرحمان شيشة               | الدفاع الحسني الجديدي                | 19        |
| 1969-1968 | الوداد الرياضي     | المغرب الفاسي         | أحمد فرس                       | شباب المحمدية                        | 16        |
| 1970-1969 | الجيش الملكي       | اتحاد سيدي قاسم       | عبد الله بندريس                | الاتحاد القاسمي                      | 17        |
| 1971-1970 | نهضة سطات          | الجيش الملكي          | عبد الله بندريس                | الاتحاد القاسمي                      | 19        |
| 1972-1971 | الراسينغ البيضاوي  | الوداد الرياضي        | ميلود الوزير                   | الدفاع الحسني الجديدي                | 18        |
| 1973-1972 | النادي القنيطري    | المغرب الفاسي         | أحمد فرس                       | شباب المحمدية                        | 16        |
| 1974-1973 | رجاء بني ملال      | الرجاء الرياضي        | عبد الحي بنجيلالي              | الجمعية السلاوية                     | 11        |
| 1975-1974 | مولودية وجدة       | المغرب الفاسي         | عبد الرحمان شيشة               | الدفاع الحسني الجديدي                | 12        |
| 1976-1975 | الوداد الرياضي     | الدفاع الحسني الجديدي | حسن اعسيلة                     | شباب المحمدية                        | 20        |
| 1977-1976 | الوداد الرياضي     | مولودية وجدة          | محمد البوساتي                  | النادي القنيطري                      | 17        |
| 1978-1977 | الوداد الرياضي     | المغرب الفاسي         | مصطفى الشهيد                   | الوداد الرياضي                       | 16        |
| 1979-1978 | المغرب الفاسي      | النادي القنيطري       | أشيبات                         | رجاء بني ملال                        | 19        |
| 1980-1979 | شباب المحمدية      | الوداد الرياضي        | إدريس واديش                    | الجيش الملكي                         | 15        |
| 1981-1980 | النادي القنيطري    | الفتح الرباطي         | محمد البوساتي                  | النادي القنيطري                      | 17        |
| 1982-1981 | النادي القنيطري    | الوداد الرياضي        | محمد البوساتي                  | النادي القنيطري                      | 25        |
| 1983-1982 | المغرب الفاسي      | نهضة بركان            | عبد السلام الغريسي             | الجيش الملكي                         | 14        |
| 1984-1983 | الجيش الملكي       | أولمبيك خريبكة        | مجيدو                          | الوداد الرياضي                       | 11        |
| 1985-1984 | المغرب الفاسي      | النادي القنيطري       | حميدة بوسحابة                  | نهضة بركان                           | 13        |
| 1986-1985 | الوداد الرياضي     | الرجاء الرياضي        | حسن ناظر                       | الوداد الرياضي                       | 13        |
| 1987-1986 | الجيش الملكي       | الكوكب المراكشي       | عبد الرزاق خيري حسن ناظر       | الجيش الملكي الوداد الرياضي          | 12        |
| 1988-1987 | الرجاء الرياضي     | الكوكب المراكشي       | الحسن أنفلوس                   | الجيش الملكي                         | 17        |
| 1989-1988 | الجيش الملكي       | المغرب الفاسي         | حسن ناظر                       | الوداد الرياضي                       | 18        |
| 1990-1989 | الوداد الرياضي     | اتحاد طنجة            | عبد السلام الغريسي             | الجيش الملكي                         | 22        |
| 1991-1990 | الوداد الرياضي     | الجيش الملكي          | الحسن أنفلوس                   | الجيش الملكي                         | 15        |
| 1992-1991 | الكوكب المراكشي    | الرجاء الرياضي        | الحسن أنفلوس                   | الجيش الملكي                         | 11        |
| 1993-1992 | الوداد الرياضي     | الرجاء الرياضي        | يوسف فرتوت                     | الوداد الرياضي                       | 18        |
| 1994-1993 | الأولمبيك البيضاوي | الوداد الرياضي        | أحمد البهجة                    | الكوكب المراكشي                      | 14        |
| 1995-1994 | النادي المكناسي    | الأولمبيك البيضاوي    | عبد السلام الغريسي             | الجيش الملكي                         | 15        |
| 1996-1995 | الرجاء الرياضي     | أولمبيك خريبكة        | مصطفى سوفير                    | شباب المسيرة                         | 16        |
| 1997-1996 | الرجاء الرياضي     | الوداد الرياضي        | سعيد عنان                      | الجمعية السلاوية                     | 17        |
| 1998-1997 | الرجاء الرياضي     | الكوكب المراكشي       | رشيد روكي                      | شباب المحمدية                        | 15        |
| 1999-1998 | الرجاء الرياضي     | الكوكب المراكشي       | عبد العزيز الزوين              | أولمبيك خريبكة                       | 16        |
| 2000-1999 | الرجاء الرياضي     | الوداد الرياضي        | مصطفى بيضوضان                  | الفتح الرياضي                        | 17        |
| 2001-2000 | الرجاء الرياضي     | الفتح الرباطي         | سمير صرصار                     | الكوكب المراكشي                      | 12        |
| 2002-2001 | حسنية أكادير       | الوداد الرياضي        | عمر الزويت                     | الاتحاد الرياضي                      | 14        |
| 2003-2002 | حسنية أكادير       | الرجاء الرياضي        | مصطفى بيضوضان                  | الرجاء الرياضي                       | 14        |
| 2004-2003 | الرجاء الرياضي     | الجيش الملكي          | مصطفى بيضوضان                  | الرجاء الرياضي                       | 13        |
| 2005-2004 | الجيش الملكي       | الرجاء الرياضي        | محمد أرمومن                    | الجيش الملكي                         | 12        |
| 2006-2005 | الوداد الرياضي     | الجيش الملكي          | مامادو با كمارا                | أولمبيك خريبكة                       | 9         |
| 2007-2006 | أولمبيك خريبكة     | الجيش الملكي          | جواد وادوش                     | الجيش الملكي                         | 12        |
| 2008-2007 | الجيش الملكي       | اتحاد الخميسات        | عبد الرزاق المناصفي            | الجيش الملكي                         | 13        |
| 2009-2008 | الرجاء الرياضي     | الدفاع الحسني الجديدي | مصطفى العلاوي                  | الجيش الملكي                         | 14        |
| 2010-2009 | الوداد الرياضي     | الرجاء الرياضي        | عمر حاسي                       | وداد فاس                             | 12        |
| 2011-2010 | الرجاء الرياضي     | المغرب الفاسي         | جواد وادوش                     | الجيش الملكي                         | 11        |
| 2012-2011 | المغرب التطواني    | الفتح الرباطي         | كارل ماكس                      | الدفاع الجديدي                       | 17        |
| 2013-2012 | الرجاء الرياضي     | الجيش الملكي          | عبد الرزاق حمد الله            | أولمبيك أسفي                         | 15        |
| 2014-2013 | المغرب التطواني    | الرجاء الرياضي        | زهير نعيم زومانا كوني          | المغرب التطواني حسنية أكادير         | 11        |
| 2014-2015 | الوداد الرياضي     | أولمبيك خريبكة        | ماليك إيفونا                   | الوداد الرياضي                       | 16        |
| 2015-2016 | الفتح الرباطي      | الوداد الرياضي        | المهدي النغمي                  | الجيش الملكي                         | 12        |
| 2016-2017 | الوداد الرياضي     | الدفاع الحسني الجديدي | ويليام جيبور                   | الوداد الرياضي                       | 19        |
| 2017-2018 | إتحاد طنجة         | الوداد الرياضي        | محسن ياجور                     | الرجاء الرياضي                       | 17        |
| 2018-2019 | الوداد الرياضي     | الرجاء الرياضي        | محسن ياجور كودجو لابا          | الرجاء الرياضي نهضة بركان            | 19        |
| 2019-2020 | الرجاء الرياضي     | الوداد الرياضي        | إبراهيم البحراوي               | نادي سريع وادي زم                    | 16        |
| 2020-2021 | الوداد الرياضي     | الرجاء الرياضي        | أيوب الكعبي                    | الوداد الرياضي                       | 18        |
| 2021-2022 | الوداد الرياضي     | الرجاء الرياضي        | غي مبينزا                      | الوداد الرياضي                       | 16        |
| 2022-2023 | الجيش الملكي       | الوداد الرياضي        | بولي سامبو                     | الوداد الرياضي                       | 13        |
| 2023-2024 | الرجاء الرياضي     | الجيش الملكي          | يسري بوزوق                     | الرجاء الرياضي                       | 14        |
| 2024-2025 | نهضة بركان         | الجيش الملكي          | حسين رحيمي                     | الرجاء الرياضي                       | 11        |

## الملاعب الرئيسية
| الرباط                     | الدار البيضاء          | مراكش                | أكادير               |
| -------------------------- | ---------------------- | -------------------- | -------------------- |
| ملعب الأمير مولاي عبد الله | ملعب محمد الخامس       | ملعب مدينة مراكش     | ملعب أدرار           |
| السعة: 53,000              | السعة: 80,000          | السعة: 45,000        | السعة: 45,000        |
|                            |                        |                      |                      |
| فاس                        | طنجة                   | وجدة                 | العيون               |
| ملعب مدينة فاس             | ملعب مدينة طنجة        | الملعب الشرفي لوجدة  | ملعب الشيخ محمد لغظف |
| السعة: 45,000              | السعة: 45,000          | السعة: 35,000        | السعة: 30,000        |
|                            |                        |                      |                      |
| مكناس                      | القنيطرة               | الحسيمة              | تطوان                |
| الملعب الشرفي لمكناس       | الملعب البلدي القنيطرة | ملعب ميمون العرصي    | ملعب سانية الرمل     |
| السعة: 20,000              | السعة: 15,000          | السعة: 12,000        | السعة: 12,000        |
|                            |                        |                      |                      |
| آسفي                       | الجديدة                | بركان                | خريبكة               |
| ملعب المسيرة               | ملعب العابدي           | الملعب البلدي ببركان | ملعب الفوسفاط        |
| السعة: 15,000              | السعة: 10,000          | السعة: 10,000        | السعة: 10,000        |
|                            |                        |                      |                      |

## النقل التلفزيون
تُعتبر الشركة الوطنية للإذاعة والتلفزة المالك الحصري لحقوق بث البطولة خصوصًا عبر القناة الرياضية المغربية.
- فيما يلي أهم القنوات الناقلة للبطولة:

القناة الأولى المغربية
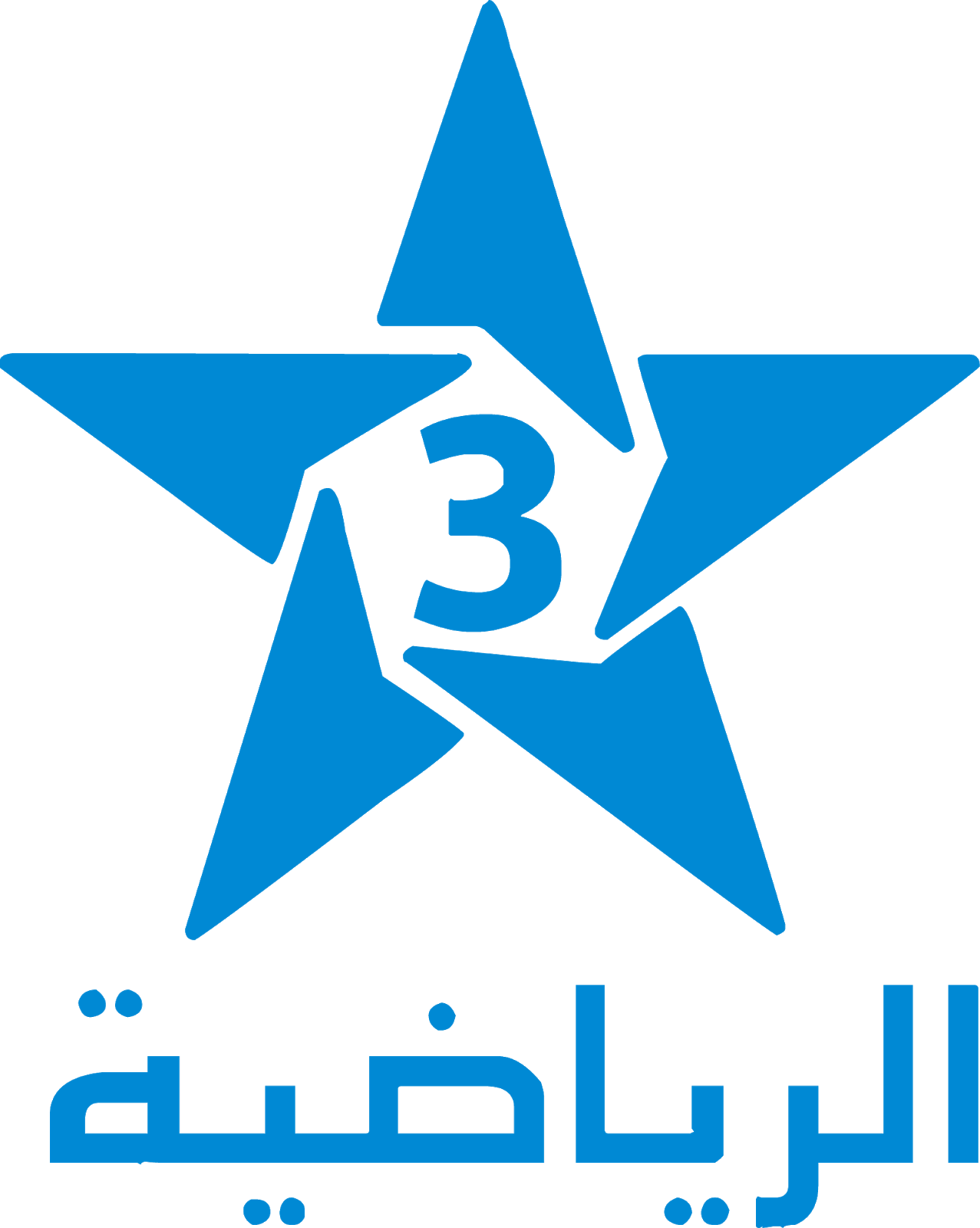
القناة الرياضية المغربية
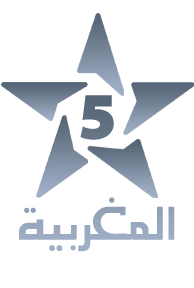
قناة المغربية
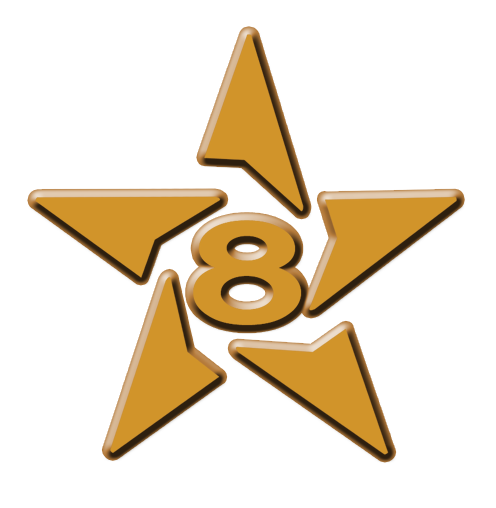
القناة الأمازيغية المغربية

## حول البطولة

### ديربي الدار البيضاء
تُعتبر مباراة ديربي الدار البيضاء والتي تجمع بين فريقي الوداد الرياضي والرجاء الرياضي، وتقام في غالب الأحيان على أرضية المركب الرياضي محمد الخامس، أهم مباراة في الموسم على مستوى البطولة الاحترافية، لما تلقاه من متابعة جماهيرية وتغطية إعلامية واسعة، حيث يُصنف حاليًا من أفضل الديربيات في العالم، وأفضل مرتبة احتلها هي المرتبة السادسة بين ديربيات العالم.

### كلاسيكو الوداد والجيش
تشهد البطولة المغربية إثارة خاصة في كلاسيكو الوداد الرياضي والجيش الملكي حيث يعتبر الفريقين الأكثر تتويجا بالألقاب بالمغرب، وتحظى المباراة بمتابعة إعلامية وجماهيرية كبيرة لأن كلا الفريقين يتمتعان بقاعدة جماهيرية كبيرة.

### كلاسيكو الرجاء والجيش
وتحفل البطولة والكأس المغربيين بكلاسيكو آخر يجمع الرجاء الرياضي والجيش الملكي إذ تجمع هذه المباراة فريقين عريقين معروفين بتنافسهما الثنائي الدائم، بالإضافة إلى أن كلا الفريقين لديه قاعدة جماهيرية في المغرب وخارج المغرب.

### جماهير البطولة
تشهد البطولة المغربية إقبالا جماهيريا واسعا نظرا للإثارة المتواصلة في المباريات التي تجمع أفضل الأندية الوطنية وتتمتع أندية الجيش الملكي والرجاء الرياضي والوداد الرياضي والمغرب الفاسي والنادي القنيطري وإتحاد طنجة وأولمبيك خريبكة والكوكب المراكشي وحسنية أكادير بقاعدة جماهيرية واسعة تؤتت ملاعب البطولة.

## شعار البطولة

الشعار ما بين 2012 و2015
الشعار ما بين  2015 و2019
الشعار الحالي للبطولة

## وصلات خارجية
- الموقع الرسمي للجامعة الملكية المغربية لكرة القدم
- البطولة